# Beuca, Teleorman
Beuca este satul de reședință al comunei cu același nume din județul Teleorman, Muntenia, România. Se află în partea de nord a județului, în Câmpia Găvanu-Burdea și este așezat pe terasele și în lunca râului Burdea. Teritoriul este străbătut de râul Burdea de la N la S în zona satului Beuca și de pârâul Zâmbreasca, în zona satului Plopi. Pârâul Zâmbreasca este un afluent al râului Burdea și se varsă în acesta în zona padurii Bogheșoaia.
Denumirea satului are o origine etimologică necunoscută, termenul "beuca" însemnând o groapă (care de fapt redă oarecum locul în care se află amplasat satul), dar există și o legendă care atașează numele satului de existența pe aceste locuri a unui han în care se "bea ocaua". Se mai spune că numele localității Beuca provine din medio-bulgară (termen preluat, cel mai probabil, din latina sud-dunăreană) humbă, humbeucă (хумба, хумбеука) însemnând bordei, casă îngropată în pământ.
Numele satului Beuca vine cel mai probabil de la ultimul rege al sarmatilor, consemnat pe lista regilor de la Voievodina in 470-472. Jordanes in Getica a scris de asemenea despre Beuca: "Regii, Hunimund și Alaric, temându-se de distrugerea care venise asupra scirilor, au pornit război cu goții, bazându-se pe ajutorul sarmaților, care veniseră la ei ca auxiliari împreună cu regii lor Beuca și Babai."  
Cele mai vechi vestigii arheologice datează din epoca bronzului specifice culturii Glina. Prima consemnare cartografică a satului apare în Harta Marelui Stat Major al Armatei austriece din anul 1790, dar prima atestare documentară apare intr-un răvaș din 26 aprilie 1692 aparținând domnitorului
Constantin Brâncoveanu.
Satul Beuca este reședința comunei cu același nume. Din componența Comunei Beuca fac parte astăzi satele Beuca și Plopi. La recensământul din 2002 avea o populație de 1.354 locuitori. Legăturile comunei cu cel mai apropiat municipiu, Roșiori de Vede (~ 18 km), se realizează prin DJ 612B până la Satul Vechi, după aceea prin DJ 612A până la Roșiori de Vede. DJ 612B intersectează DN 65A, la marginea satului Dobrotești și de aici se mai face încă odată legătura cu municipiul Roșiori de Vede. Prin DN 65A se face legătura cu municipiul Pitești. Satul mai este încă odată legat de aceste două municipii prin magistrala feroviară M907 (unde satul Beuca are două stații: Beuca h și Beuca Sat h).
Legătura către satul Plopi se realizează prin DC 50 (Beuca - Zâmbreasca).